# Campeonato Profesional 1965
Il Campeonato Profesional 1965 fu la 18ª edizione della massima serie del campionato colombiano di calcio, e fu vinta dal Deportivo Cali.

## Avvenimenti
La formula del torneo è la stessa dell'anno precedente; i quattro turni (due di andata e due di ritorno) portano ciascuna formazione a giocare 48 partite; il Deportivo Cali vinse il titolo per la prima volta.  Tuttavia, la vittoria del campionato non valse alla squadra bianco-verde la qualificazione alla Coppa Libertadores 1966: era infatti ancora in vigore la squalifica delle squadre colombiane dalle competizioni internazionali decisa l'anno precedente dalla FIFA per via dei fatti del 1964.

## Partecipanti
- América de Cali
- Atlético Bucaramanga
- Atlético Nacional
- Cúcuta Deportivo
- Deportes Quindío
- Deportes Tolima
- Deportivo Cali
- Deportivo Pereira
- Independiente Medellín
- Millonarios
- Once Caldas
- Santa Fe
- Unión Magdalena

## Classifica finale
|                     | Pos. | Squadra                | Pt | G  | V  | N  | P  | GF | GS  | DR  |
| ------------------- | ---- | ---------------------- | -- | -- | -- | -- | -- | -- | --- | --- |
| Colombia (bandiera) | 1.   | Deportivo Cali         | 62 | 48 | 27 | 8  | 13 | 93 | 66  | +27 |
|                     | 2.   | Atlético Nacional      | 60 | 48 | 22 | 16 | 10 | 71 | 58  | +13 |
|                     | 3.   | Millonarios            | 57 | 48 | 18 | 21 | 9  | 91 | 65  | +26 |
|                     | 4.   | Deportivo Pereira      | 56 | 48 | 22 | 12 | 14 | 92 | 56  | +36 |
|                     | 5.   | Santa Fe               | 56 | 48 | 22 | 12 | 14 | 99 | 74  | +25 |
|                     | 6.   | América de Cali        | 50 | 48 | 14 | 22 | 12 | 77 | 67  | +10 |
|                     | 7.   | Once Caldas            | 47 | 48 | 15 | 17 | 16 | 75 | 77  | -2  |
|                     | 8.   | Independiente Medellín | 46 | 48 | 16 | 14 | 18 | 90 | 91  | -1  |
|                     | 9.   | Atlético Bucaramanga   | 45 | 48 | 17 | 11 | 20 | 66 | 80  | -14 |
|                     | 10.  | Unión Magdalena        | 44 | 48 | 14 | 16 | 18 | 68 | 77  | -9  |
|                     | 11.  | Deportes Tolima        | 39 | 48 | 14 | 11 | 23 | 53 | 89  | -36 |
|                     | 12.  | Deportes Quindío       | 32 | 48 | 11 | 10 | 27 | 64 | 90  | -26 |
|                     | 13.  | Cúcuta Deportivo       | 30 | 48 | 10 | 10 | 28 | 53 | 102 | -49 |

Legenda:
         Campione di Colombia 1965
Note:
Due punti a vittoria, uno a pareggio, zero a sconfitta.

## Statistiche

### Primati stagionali
Record
- Maggior numero di vittorie: Deportivo Cali (27)
- Minor numero di sconfitte: Millonarios (9)
- Miglior attacco: Santa Fe (99 reti fatte)
- Miglior difesa: Deportivo Pereira (56 reti subite)
- Miglior differenza reti: Deportivo Pereira (+36)
- Maggior numero di pareggi: América (22)
- Minor numero di vittorie: Cúcuta (10)
- Maggior numero di sconfitte: Cúcuta (28)
- Peggiore attacco: Cúcuta, Deportes Tolima (53 reti fatte)
- Peggior difesa: Cúcuta (102 reti subite)
- Peggior differenza reti: Cúcuta (-49)
- Partita con più reti: Millonarios-Independiente Medellín 7-4

### Classifica marcatori
| Gol |  |  | Giocatore             | Squadra                |
| --- |  |  | --------------------- | ---------------------- |
| 38  |  |  | Perfecto Rodríguez    | Independiente Medellín |
| 32  |  |  | Jorge Ramírez Gallego | Deportivo Cali         |
| 29  |  |  | Efraín Padilla        | Deportivo Pereira      |
| 27  |  |  | Quarentinha           | Unión Magdalena        |
| 26  |  |  | Omar Devanni          | Santa Fe               |
| 23  |  |  | Harvey Colonia        | América de Cali        |
| 21  |  |  | Sílvio Faria          | Millonarios            |
| 21  |  |  | Alfonso Cañón         | Santa Fe               |
| 20  |  |  | Horacio Diloretto     | Atlético Bucaramanga   |